# Roseland NYC Live
Roseland NYC Live é um álbum ao vivo da banda britânica de trip hop Portishead. Gravado em 24 de julho de 1997 no Roseland Ballroom em Nova Iorque, foi lançado em 10 de novembro do ano seguinte, pela Go! Discs/London. Uma versão do concerto em VHS foi lançada no mesmo ano, seguinda de uma versão em DVD em 2002.
| Críticas profissionais                                                      | Críticas profissionais |
| Avaliações da crítica                                                       | Avaliações da crítica  |
| Fonte                                                                       | Avaliação              |
| --------------------------------------------------------------------------- | ---------------------- |
| allmusic                                                                    | [ 1 ]                  |
| Esta tabela precisa de ser acompanhada por texto em prosa. Consulte o guia. |                        |

## Faixas

### CD
1. "Humming" – 6:28
2. "Cowboys" – 5:03
3. "All Mine" – 4:02
4. "Mysterons" – 5:41
5. "Only You" – 5:22
6. "Half Day Closing" – 4:14
7. "Over" – 4:13
8. "Glory Box" – 5:37
9. "Sour Times" – 5:21
10. "Roads" – 5:51
11. "Strangers" – 5:20

Todas as faixas foram gravadas no Roseland Ballroom, Nova Iorque, em 24 de julho de 1997, exceto a nona faixa, gravada ao vivo em São Francisco em 1 de abril de 1998 e a décima faixa, gravada ao vivo em Kristiansand em 3 de julho de 1998.

### Vídeo
1. "Humming"
2. "Cowboys"
3. "All Mine"
4. "Half Day Closing"
5. "Over"
6. "Only You"
7. "Seven Months"
8. "Numb"
9. "Undenied"
10. "Mysterons"
11. "Sour Times"
12. "Elysium"
13. "Glory Box"
14. "Roads"
15. "Strangers"
16. "Western Eyes"

Diferente do CD, todas as faixas em vídeo foram gravadas em Roseland. A versão em DVD apresenta bônus contendo vídeos musicais de "Numb", "Sour Times", "All Mine", "Over" e "Only You", assim como os curtas "Road Trip" e "Wandering Star" e o filme To Kill a Dead Man.